# Шатиза
Шатиза (фр. Chaptuzat) насеље је и општина у централној Француској у региону Оверња, у департману Пиј де Дом која припада префектури Риом.
По подацима из 2011. године у општини је живело 456 становника, а густина насељености је износила 55,34 становника/km². Општина се простире на површини од 8,24 km². Налази се на средњој надморској висини од 354 метара (максималној 535 m, а минималној 352 m).

## Демографија
| 1962. | 1968. | 1975. | 1982. | 1990. | 1999. | 2011. |
| ----- | ----- | ----- | ----- | ----- | ----- | ----- |
| 320   | 343   | 300   | 322   | 351   | 366   | 456   |

График промене броја становника у току последњих година